# Торрес, Карлос Алберто
Карлос Алберто Торрес (порт. Carlos Alberto Torres, o Capitão do Tri, либо просто Карлос Алберто, Kапитан Tретьего; 17 июля 1944, Рио-де-Жанейро — 25 октября 2016, там же) — бразильский футболист, правый защитник. Чемпион мира 1970 года в составе сборной Бразилии. Был капитаном сборной на победном чемпионате в Мексике. Входит в символическую сборную мира XX века по версии Пеле.

## Биография
Начал заниматься футболом в Рио-де-Жанейро. В 19 лет подписал контракт с «Флуминенсе» и в первом же сезоне продемонстрировал отменные качества — технику и отличное видение поля. Несмотря на позицию крайнего флангового защитника, он со временем стал играть большую роль в командных построениях и зачастую именно через него разворачивались атаки «трёхцветных».
Отыграв три сезона во «Флу» и проведя за эту команду около сотни матчей (забив при этом около десятка мячей), в 1966 году перешёл в «Сантос», в котором прошли следующие 8 лет его карьеры. За это время он провёл за «Рыб» 440 матчей, при этом соотношение голов сохранилось со времён игры за «Флуминенсе» — Карлос Алберто поражал ворота соперников в среднем в каждом десятом матче. С 1974 по 1977 год вновь выступал за родной «Флуминенсе». В общей сложности, выступая за эти две команды, выиграл семь титулов чемпиона штатов Рио и Сан-Паулу.
С 1977 по 1981 год, уже завершив выступления в сборной Бразилии, заканчивал карьеру в Североамериканской футбольной лиге, в знаменитом клубе «Нью-Йорк Космос», собравшим под свои знамёна возрастных футбольных звёзд, включая Пеле (многолетнего партнёра Карлоса Алберто по «Сантосу» и сборной Бразилии), Беккенбауэра и других.
Получил всемирную славу благодаря выступлениям в составе сборной Бразилии. Многократно включался в символические сборные XX века на позиции правого флангового защитника. Наиболее ярко он проявил себя на чемпионате мира 1970 года, где стал одним из лидеров сборной, в блестящем стиле выигравшей свой третий чемпионский титул и навечно завоевав Кубок имени Жюля Риме. Гол Карлоса Алберто в финальной игре в ворота сборной Италии был признан голом Столетия.
По окончании карьеры футболиста занялся тренерской деятельностью, которая сложилась неоднозначно. С одной стороны, он работал с такими великими командами, как «Фламенго», «Коринтианс», «Ботафого». С последним клубом он добился наивысших достижений — выиграл чемпионат Бразилии (второй после победы с «Фламенго» в 1983 году), 2 Лиги Кариоки, турнир Рио-Сан-Паулу и третий по значимости южноамериканский трофей — Кубок КОНМЕБОЛ. С другой стороны, последние годы в тренерской деятельности были откровенно неудачными, без титулов и больших достижений. Последний матч в качестве тренера (против сборной Польши) закончился скандалом — 60-летний специалист набросился на судью матча, обвиняя последнего в том, что тот был подкуплен. В дальнейшем работал комментатором на бразильском кабельном канале SporTV, участвуя в телепрограммах Troca de Passes, Seleção SporTV, Redação SporTV и других.
Также занимался политикой. С 1989 по 1993 год был вице-председателем и первым секретарём муниципального совета Рио-де-Жанейро от Демократической рабочей партии. В 2008 году баллотировался в вице-мэры Рио-де-Жанейро, но не был избран.
Его сын, Карлос Алешандре Торрес, также был футболистом, выступал в 1985—2001 годах во «Флуминенсе», «Васко да Гама» и «Нагоя Грампус Эйт». В 1992 году провёл один матч за сборную Бразилии.

## Достижения

### В качестве игрока
- Чемпион мира: 1970
- Чемпион Бразилии (Кубок Робертан): 1968
- Чемпион штата Сан-Паулу (4): 1967, 1968, 1969, 1973
- Чемпион штата Рио-де-Жанейро (3): 1964, 1975, 1976
- Чемпион США (NASL) (3): 1977, 1978, 1982
- Победитель Суперкубка межконтинентальных чемпионов: 1968

### В качестве тренера
- Чемпион Бразилии (2): 1983, 1995
- Чемпион штата Рио-де-Жанейро (2): 1996, 1997
- Победитель турнира Рио-Сан-Паулу: 1998
- Обладатель Кубка КОНМЕБОЛ: 1993

### Личные
- Член символической сборной чемпионата мира 1970
- Входит в список ФИФА 100
- Входит в Зал славы бразильского футбола